# شهرستان کوتنای (آیداهو)
شهرستان کوتنای، آیداهو (به انگلیسی: Kootenai County, Idaho) یک سکونتگاه مسکونی در ایالات متحده آمریکا است که در آیداهو واقع شده‌است.

## خصوصیات
شهرستان کوتنای ۳٬۴۰۸٫۴۴ کیلومترمربع مساحت دارد.